# イブニングアクセス富山
『イブニングアクセス富山』（イブニングアクセスとやま）は、NHK富山で2004年3月29日から2010年3月26日まで放送された地域情報番組である。後番組は、『ニュース富山人』。

## 概要
- 元々2004年4月スタートの時は単独番組の扱いだった。
- その後同年10月から17時台の番組『とやま 夢・航海』と枠統合し、コンプレックスワイド番組『デジタル連峰』として再スタート。同番組は18時台のコーナーとして引き続いて残った。
- その後2006年3月10日（大相撲中継、選抜高等学校野球大会の編成の都合で）を持って17時台の番組が終了。その後同年4月の改編から東京発の『ゆうどきネットワーク』のネット受け+17:30から名古屋発の『ゆうどきネットワーク東海・北陸』、17:50からは県域枠『ゆうどきネットワークとやま』（2007年から17:30以後のローカルも廃止され全て東京からのネット受けになる）を始めたため、実質的に再独立した。ただし、タイトルの『デジタル連峰』は残っているので、正式な表題は『デジタル連峰 イブニングアクセス富山』となっている。

## 主なコーナー
- ニュースUP - 県内ニュースの中から更に注目される話題にスポットを当て解説する。
- アクセスレポート - 毎週あるテーマに沿ってシリーズで記者レポートを送る。
- アクセス経済 - 県内企業・経済情報。
- この人にアクセス - 富山県ゆかりの人物へのインタビュー。
- くらし情報館 - 生活に役立つ情報を届ける。
- ふれあいメッセージ - 視聴者から寄せられた情報やビデオレター。
- ニュース質問箱 - 視聴者から寄せられたニュースの疑問を回答。

## 出演者

### 司会者
- 島永吏子（メインキャスター）
- 三輪洋雄（三條と隔週）
- 三條雅幸（三輪と隔週）

### リポーター
- 太田聖子
- 三原千明

### 過去の担当者
- 清水理映
- 松井治伸
- 田村典子
- 北澤実季

| NHK富山放送局 平日夕方の地域情報番組 | NHK富山放送局 平日夕方の地域情報番組 | NHK富山放送局 平日夕方の地域情報番組 |
| 前番組                               | 番組名                               | 次番組                               |
| ------------------------------------ | ------------------------------------ | ------------------------------------ |
| とやまイブニングワイド               | イブニングアクセス富山               | ニュース富山人                       |